# فوقس غشائي الأوراق
فوقس غشائي الأوراق (الاسم العلمي: Fucus membranifolius) هو نوع من الطلائعيات يتبع جنس الفوقس من الفصيلة الفوقسية.